# 光轴勾儿茶
光轴勾儿茶或毛背勾儿茶（学名：Berchemia hispida）为鼠李科勾儿茶属下的一个种。

## 扩展阅读
- 維基物種上的相關：毛背勾儿茶